# Zhengtang Guo
Zhengtang Guo (chinesisch 郭正堂, Pinyin Guo Zhengtang; * 1964 in Shanxi) ist ein chinesischer Geologe und Paläoklimatologe  sowie Professor am Institut für Geologie und Geophysik der Chinesischen Akademie der Wissenschaften.

## Leben
Guo absolvierte 1983 ein Bachelorstudium an der Universität Peking, 1985 ein Masterstudium an der Universität Bordeaux I und 1990 ein Promotionsstudium an der Universität Pierre und Marie Curie. Von 2002 bis 2006 war er der Generaldirektor des Instituts für die Umwelt der Erde der Chinesischen Akademie der Wissenschaften.

## Wirken
Guos Forschung umfasst die känozoische Geologie, Paläopedologie und Paläoklimatologie. Sein Forschungsschwerpunkt ist die Betrachtung des Klimawandels in historischen Maßstäben. Ein besonderes Verdienst Guos und seiner Kollegen ist die Erweiterung der chinesischen Löß-Datenbank von 8 auf 22 Millionen Jahre. Er war an der Forschung zu Funden der steinzeitlichen Acheuléen-Kultur in den Stätten Bogu und Gaolingpo im Bose-Becken beteiligt.

## Veröffentlichungen (Auswahl)
- Zhengtang Guo, Tungsheng Liu, Nicolas Fedoroff, Lanying Wei, Zhongli Ding, Naiqin Wu, Huoyuan Lu, Wenying Jiang und Zhisheng An: Climate extremes in loess of China coupled with the strength of deep-water formation in the North Atlantic. In: Global and Planetary Change. Band 18, Nr. 3–4, 1998, S. 113–128, doi:10.1016/S0921-8181(98)00010-1.
- Zhengtang Guo, William F. Ruddiman, Qingzhen Hao, H. Wu, Yansong Qiao, R. Zhu, Shuzhen Peng, J. Wei, B. Yuan und Tungsheng Liu: Onset of Asian desertification by 22 Myr ago inferred from loess deposits in China. In: Nature. Band 416, Nr. 6877, 2002, S. 159, doi:10.1038/416159a.
- Zhengtang Guo, Shuzhen Peng, Qingzhen Hao, Pierre E. Biscaye, Zhisheng An und Tungsheng Liu: Late Miocene–Pliocene development of Asian aridification as recorded in the Red-Earth Formation in northern China. In: Global and Planetary Change. Band 41, Nr. 3–4, 2004, S. 135–145, doi:10.1016/j.gloplacha.2004.01.002.